# 正延寺
山野山正延寺（しょうえんじ）は、千葉県船橋市西船三丁目にある寺院である。

## 概要
1908年（明治41年）、深堀山延命院地蔵寺の地に、もと下総国葛飾郡幕府領山野村（のち葛飾県東葛飾郡葛飾村山野）の大日山浅間院正覚寺と延命院が合併して出来た真言宗豊山派の寺院である。
本尊の胎蔵五智如来像は、正覚寺の地中より掘り起こされたもので、平安時代の作と推定されており、船橋市最古の仏像で県指定の文化財となっている。本殿前の左手樹木の下には江戸時代の「十九夜講中」がある。

## 交通
- 京成本線京成西船駅から徒歩3分
- JR総武線西船橋駅から徒歩7分